# Municipio de Uwchlan
El municipio de Uwchlan (en inglés: Uwchlan Township) es un municipio ubicado en el condado de Chester en el estado estadounidense de Pensilvania. En el año 2000 tenía una población de 16 576 habitantes y una densidad poblacional de 612,8 personas por km².

## Geografía
El municipio de Uwchlan se encuentra ubicado en las coordenadas 40°02′59″N 75°38′53″O / 40.04972, -75.64806.

## Demografía
Según la Oficina del Censo en 2000 los ingresos medios por hogar en la localidad eran de $81 985 y los ingresos medios por familia eran de $90 486. Los hombres tenían unos ingresos medios de $67 054 frente a los $35 658 para las mujeres. La renta per cápita de la localidad era de $33 785. Alrededor del 1,2% de la población estaba por debajo del umbral de pobreza.